# Oncidium altissimum
Espèce
Oncidium altissimum est une espèce de grandes orchidées, épiphytes des Antilles.

## Répartition
Antilles : Martinique, Trinidad et Saint-Vincent.

## Floraison
Inflorescence avec jusqu'à 250 fleurs atteignant 2 mètres de long.
Petites fleurs jaunes tachées de brun.
Ressemble à Oncidium sphacelatum continentale, cultivée aux Antilles.